# Nuragus
Nuragus (sardisk: Nuràgus) er en by og en kommune (comune) i provinsen Sud Sardegna i regionen Sardinien i Italien. Byen ligger i 359 meters højde og har 913 indbyggere (2016). Kommunen har et areal på 19,90 km² og grænser til kommunerne Isili, Nurallao, Gesturi, Genoni og Laconi.